# Tillandsia foliosa
Tillandsia foliosa är en gräsväxtart som beskrevs av Martin Martens och Henri Guillaume Galeotti. Tillandsia foliosa ingår i släktet Tillandsia och familjen Bromeliaceae. Inga underarter finns listade i Catalogue of Life.